# Highways in Australien
Die Highways in Australien sind hier in alphabetischer Reihenfolge aufgelistet, zusammen mit ihrer Nummer und dem Bundesstaat, in dem sie sich befinden. Einige der Highways erstrecken sich dabei auch über mehrere Bundesstaaten.

## Geschichte
Australien ist weites und nur dünn besiedeltes Land. Die ersten Fernstraßen wurde daher von den Hauptstädten an den Küsten in einem speichenförmigen Muster ins Landesinnere gebaut, um die ersten ländlichen Ansiedlungen mit den Hauptstädten zu verbinden. Der Transport zwischen den Hauptstädten erfolgte zu dieser Zeit noch hauptsächlich per Schiff oder mit der Eisenbahn.

## Nummerierungssystematik

### National Route

Schild einer National Route

Schild eines National Highway

Im Jahr 1955 wurde das australische National-Route-Nummerierungsschema eingeführt um die Navigation durch Australien zu vereinfachen. Man erkennt eine National Route an den Schildern mit schwarzen Schrift auf weißen Grund. Diese Kennzeichnung kommt auf Wegweisern, Entfernungsangaben und an den Markierungen entlang der Strecke vor. Grundsätzlich sind, mit nur wenigen Ausnahmen, die geraden Nummern für Highways vorgesehen, die in Nord-Süd-Richtung verlaufen, die ungeraden Nummern für die Ost-West-Richtung. National Route 1 macht hier eine Ausnahme, da diese Bezeichnung einem ganzen Netzwerk von Straßen zugewiesen wurde, das sich 24.000 km entlang der gesamten Küste Australiens erstreckt.
In den 1970er-Jahren wurde das National-Highway-Schema eingeführt. Diese Highway werden vom Bund finanziert und sind leicht durch ihre grünen Schilder mit goldener Schrift zu erkennen.

### State Routes
Wichtige städtische und regionale Verbindungen, die weder von der Kategorie National Highway noch von National Route abgedeckt wurden, erhielten die Klassifizierung State Route, erkennbar an den blauen Schildern. Sie wurden bis zum Ende der 1980er-Jahre in allen Bundesstaaten eingeführt. In einigen Staaten wurde auch National Routes zu State Routes umklassifiziert.
In New South Wales wurde die State-Route-Nummerierung auch in Metropolregionen von Wollongong und Newcastle eingeführt, hier allerdings mit dreistelligen, anstatt der üblich zweistelligen Zahlen. Die blauen Schilder der State-Route-Nummerierung wurden in den Bundesstaaten Victoria und South Australia in den späten 1990er-Jahren durch das alphanumerische System ersetzt. Bereits 1979 wurde das System in Tasmanien eingeführt.
Im Gegensatz zu anderen Ländern haben die Highways in Australien zusätzlich zu ihrer Nummerierung auch einen Namen und üblicherweise sind die Fernstraßen auch unter diesen Namen bekannter, als unter ihrer jeweiligen Nummer. Meist leiten sich die Namen von regionalen Besonderheiten, an der Straße gelegenen Städten oder auch von bekannten Persönlichkeiten, oft australischen Entdeckern des 19. Jahrhunderts, ab.

### Alphanumerisches Nummerierungssystem

Schild eines National Highway nach neuer Nummerierung

Schild einer State Route nach neuer Nummerierung

In den 1990er-Jahren fand eine tiefgreifende Änderung des bisherigen Nummerierungsschemas statt. Victoria und South Australia haben ihr altes System komplett überarbeitet und durch ein neues ersetzt. Das alte System der National Routes und der State Routes verschwand und es wurde, dem Beispiel Tasmanien aus den späten 1970er-Jahren folgend, ein neues alphanumerisches System installiert.
Bei dem neuen System bleiben zwar die Nummern des alten Systems – von ein paar Ausnahmen abgesehen – erhalten, es wird aber ein Buchstabe vorangestellt, der die Klassifizierung angibt. Zum Beispiel wird der Western Freeway als M8 bis Ballarat ausgewiesen und verläuft dann weiter als Western Highway mit der Nummer A8. Das neue System wird in Victoria allerdings nicht auf die Metropolregion Melbourne angewendet, die ihr eigenes System beibehält.
New South Wales bereitet die Einführung des alphanumerischen Systems langsam vor, es sind auch schon eine Reihe von Verkehrszeichen aufgestellt, die die neuen Nummern tragen, meist sind sie jedoch mit den alten Bezeichnungen überklebt. Es ist (Stand 2011) noch kein Termin für die offizielle Einführung des neuen Systems angegeben worden.
Es gibt keine Pläne, das System auch in Western Australia einzuführen.

#### M-Routes
Straßen der obersten Kategorie, meist Motorway genannt. Diese sind autobahnähnlich ausgebaut, mit getrennten Fahrstreifen für jede Richtung und je zwei oder mehr Spuren. Die Ein- und Ausfahrten sind meist kreuzungsfrei. Sie verbinden normalerweise die Hauptstädte, aber auch größere Städte, untereinander oder dienen als Stadtautobahnen. Die M-Routes sind in der Lage, große Verkehrsströme aufzunehmen, und sind oft als Umgehungsstraßen, um Orte und Städte herum, ausgeführt.

#### A-Routes
Einspurige Straßen, die keine getrennten Fahrstreifen besitzen, aber eine überregionale Bedeutung, oft auch über mehrere Bundesstaaten hinweg, haben. Das Verkehrsaufkommen ist niedriger als bei den übergeordneten M-Routes, aber es gibt viele Überholmöglichkeiten und ein befestigtes Bankett. Sie können sowohl durch Stadtzentren als auch darum herum führen.

#### B-Routes
Zweitrangige Highways, die größere Städte an verschiedenen A-Routes miteinander verbinden, aber auch weniger wichtige frühere National Routes fallen in diese Kategorie. Zusätzlich sind B-Routes ehemalige Abschnitte von A und M-Routes, die heute durch Umgehungsstraßen ersetzt wurden. Auch wichtige Touristenstraßen fallen in diese Kategorie. Die Asphaltierung und Kennzeichnung ist von guter Qualität, das Bankett kann, aber muss nicht befestigt sein.

#### C-Routes
Nebenstrecken, die kleinere Siedlungen und Städte mit A, B oder M-Routes verbinden. Die Qualität des Straßenbelags ist mittel bis schlecht. Die Straßen haben oft kein Bankett.

#### D-Routes
D-Routes sind unbefestigte Straßen, die kleine Städte in abgelegenen Regionen miteinander verbinden. Diese Bezeichnung ist momentan nur in South Australia gebräuchlich und wird hier grundsätzlich für unbefestigte Straßen oder unbefestigte Fortsetzungen von B- oder C-Routes verwendet. Für manche Strecken wird ein Fahrzeug mit Allradantrieb empfohlen. Eine andere Bedeutung haben die D-Routes in New South Wales: Sie werden hier für die Kennzeichnungen von Umleitungen verwendet.

### Metropolitan Routes

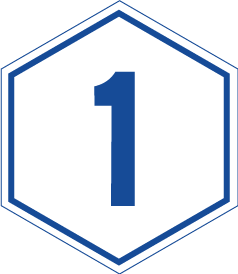
Schild einer Metroad

In den 1990er-Jahren haben Sydney und Brisbane ihr städtisches Nummerierungsschema zu dem neuen Metroad-System vereinfacht. Die Kennzeichnung erfolgt mit leicht erkennbaren, sechseckigen Schildern und ersetzt die State- und National-Route-Nummerierungen. Die Metroads verlaufen meist radial von den Stadtzentren zu den Fernstraßen außerhalb der Stadtgrenzen. Zuweilen sind aber auch Ringstraßen innerhalb der Stadtgebiete als Metroads ausgezeichnet.

## Australische Highways
Nachfolgend sind die National Highways aufgelistet, gefolgt von nachrangigen Fernstraßen, sortiert nach den einzelnen Bundesstaaten und ihrer entsprechenden Nummerierung.

## National Highways

### CanberranachSydney
| Route #       | Name            | Ziel                   | Entfernung (km) |
| ------------- | --------------- | ---------------------- | --------------- |
|               | Federal Highway | Canberra nach Goulburn | 73              |
|               | Hume Highway    | Goulburn nach Sydney   | 187             |
| 260 Kilometer |                 |                        |                 |

### CanberranachMelbourne
| Route #       | Name              | Ziel                                | Entfernung (km) |
| ------------- | ----------------- | ----------------------------------- | --------------- |
|               | Barton Highway    | Canberra nach Yass                  | 52              |
|               | Hume Highway      | Yass nach Albury                    | 294             |
|               | Hume Freeway      | Wodonga nach Melbourne (Thomastown) | 290             |
|               | Western Ring Road | Melbourne                           | 15              |
| 651 Kilometer |                   |                                     |                 |

### SydneynachMelbourne
| Route #       | Name              | Ziel                                | Entfernung (km) |
| ------------- | ----------------- | ----------------------------------- | --------------- |
|               | Hume Highway      | Sydney nach Albury                  | 539             |
|               | Hume Freeway      | Wodonga nach Melbourne (Thomastown) | 290             |
|               | Western Ring Road | Melbourne                           | 15              |
| 844 Kilometer |                   |                                     |                 |

### SydneynachAdelaide
| Route #        | Name                  | Ziel                           | Entfernung (km) |
| -------------- | --------------------- | ------------------------------ | --------------- |
|                | Hume Highway          | Sydney nach Tarcutta           | 392             |
|                | Sturt Highway         | Tarcutta nach Buronga          | 597             |
|                | Sturt Highway         | Mildura nach Hewett            | 370             |
| Gawler Bypass  | Hewett nach Willaston | 3                              |                 |
|                | Northern Expressway   | Willaston nach Waterloo Corner | 23              |
|                | Port Wakefield Road   | Waterloo Corner nach Adelaide  | 13              |
| 1403 Kilometer |                       |                                |                 |

### SydneynachBrisbane
| Route #            | Name                     | Ziel                       | Entfernung (km) |
| ------------------ | ------------------------ | -------------------------- | --------------- |
|                    | Sydney-Newcastle Freeway | Sydney nach Newcastle      | 127             |
|                    | New England Highway      | Newcastle nach Wallangarra | 581             |
|                    | New England Highway      | Wallangarra nach Warwick   | 95              |
| Cunningham Highway | Warwick nach Ipswich     | 127                        |                 |
|                    | Ipswich Motorway         | Ipswich nach Brisbane      | 14              |
| 944 Kilometer      |                          |                            |                 |

### MelbournenachBrisbane
| Route #        | Name                             | Ziel                                | Entfernung (km) |
| -------------- | -------------------------------- | ----------------------------------- | --------------- |
|                | Western Ring Road                | Melbourne                           | 15              |
|                | Hume Freeway                     | Melbourne (Thomastown) nach Seymour | 89              |
|                | Goulburn Valley Freeway          | Seymour nach Shepparton             | 45              |
|                | Goulburn Valley Highway          | Shepparton nach Tocumwal            | 110             |
|                | Newell Highway                   | Tocumwal nach Goondiwindi           | 1062            |
|                | Leichhardt Highway               | Goondiwindi nach North Goondiwindi  | 21              |
| Gore Highway   | North Goondiwindi nach Toowoomba | 202                                 |                 |
|                | Warrego Highway                  | Toowoomba nach Ipswich              | 97              |
|                | Ipswich Motorway                 | Ipswich nach Brisbane               | 14              |
| 1655 Kilometer |                                  |                                     |                 |

### MelbournenachAdelaide
| Route #                  | Name                           | Ziel                                | Entfernung (km) |
| ------------------------ | ------------------------------ | ----------------------------------- | --------------- |
|                          | Western Ring Road              | Melbourne                           | 15              |
|                          | Western Freeway                | Melbourne (Deer Park) nach Ballarat | 115             |
|                          | Western Highway                | Ballarat zur VIC/SA Grenze          | 314             |
| Dukes Highway            | VIC/SA Grenze nach Tailem Bend | 189                                 |                 |
|                          | Princes Highway                | Tailem Bend nach Murray Bridge      | 25              |
|                          | South Eastern Freeway          | Murray Bridge nach Crafers          | 66              |
| Adelaide-Crafers Highway | Crafers nach Adelaide          | 10                                  |                 |
| 719 Kilometer            |                                |                                     |                 |

### AdelaidenachDarwin
| Route #           | Name                        | Ziel                          | Entfernung (km) |
| ----------------- | --------------------------- | ----------------------------- | --------------- |
|                   | Main North Road             | Adelaide nach Gepps Cross     | ---             |
|                   | Grand Junction Road         | Gepps Cross nach Regency Park | ---             |
|                   | South Road                  | Regency Park nach Wingfield   | ---             |
| Salisbury Highway | Wingfield nach Mawson Lakes | ---                           |                 |
|                   | Port Wakefield Road         | Mawson Lakes nach Snowtown    | ---             |
| Princes Highway   | Snowtown nach Port Augusta  | ---                           |                 |
|                   | Stuart Highway              | Port Augusta zur SA/NT Grenze | ---             |
|                   | Stuart Highway              | SA/NT Grenze nach Daly Waters | ---             |
|                   | Stuart Highway              | Daly Waters nach Darwin       | ---             |
| 3,035 Kilometer   |                             |                               |                 |

### PerthnachAdelaide
| Route #                      | Name                       | Ziel                    | Entfernung (km) |
| ---------------------------- | -------------------------- | ----------------------- | --------------- |
|                              | Great Eastern Highway      | Perth nach Redcliffe    | ---             |
| Great Eastern Highway Bypass | Redcliffe nach Hazelmere   | ---                     |                 |
| Roe Highway                  | Hazelmere nach Midvale     | ---                     |                 |
| Great Eastern Highway        | Midvale nach Coolgardie    | ---                     |                 |
| Coolgardie-Esperance Highway | Coolgardie nach Norseman   | ---                     |                 |
|                              | Eyre Highway               | Norseman nach Eucla     | ---             |
|                              | Eyre Highway               | Eucla nach Port Augusta | ---             |
| Princes Highway              | Port Augusta nach Snowtown | ---                     |                 |
| Port Wakefield Road          | Snowtown nach Gepps Cross  | ---                     |                 |
| Main North Road              | Gepps Cross nach Adelaide  | ---                     |                 |
| 2700 Kilometer               |                            |                         |                 |

### PerthnachDarwin
- Roe Highway Midvale (Perth) nach Middle Swan (Perth)
- Great Northern Highway Middle Swan (Perth) nach Port Hedland

- Great Northern Highway Port Hedland nach Wyndham
- Victoria Highway Wyndham nach Katherine
- Stuart Highway Katherine nach Darwin

### BrisbanenachDarwin
- Ipswich Motorway Brisbane nach Ipswich

- Warrego Highway Ipswich nach Morven
- Landsborough Highway Morven nach Cloncurry
- Barkly Highway Cloncurry nach Camooweal

- Barkly Highway Camooweal nach Tennant Creek

- Stuart Highway Tennant Creek nach Daly Waters

- Stuart Highway Daly Waters nach Darwin

### BrisbanenachCairns
- Bruce Highway Brisbane nach Cooroy

- Bruce Highway Cooroy nach Cairns

### HobartnachBurnie
- Brooker Highway Hobart nach Granton
- Midland Highway Granton nach Launceston
- Bass Highway Launceston nach Burnie

## State Highways
- - Gateway Motorway, Queensland
  - Pacific Motorway, Queensland
  - Monash Freeway, Victoria
  - West Gate Freeway, Victoria
  - Princes Freeway, Victoria
  - CityLink, Victoria
- Southern Expressway, South Australia
- - Eastern Freeway, Victoria
  - EastLink, Victoria
- Princes Highway, South Australia; Victoria
- Princes Highway, South Australia
- - Brand Highway, Western Australia
  - Canning Highway, Western Australia
  - Carpentaria Highway, Northern Territory
  - Captain Cook Highway, Queensland
  - Coolgardie-Esperance Highway, Western Australia
  - Great Eastern Highway, Western Australia
  - Great Northern Highway, Western Australia
  - Gulf Developmental Road, Queensland
  - Kennedy Highway, Queensland
  - Kwinana Freeway, Western Australia
  - Leach Highway, Western Australia
  - North West Coastal Highway, Western Australia
  - Old Coast Road, Western Australia
  - Pacific Highway, New South Wales; Queensland
  - Princes Highway, New South Wales
  - Savannah Way, Northern Territory; Queensland
  - South Coast Highway, Western Australia
  - South Western Highway, Western Australia
- Bass Highway, Tasmanien
- Gold Coast Highway, Queensland
- Tasman Highway, Tasmanien
- - Burnett Highway, Queensland
  - D’Aguilar Highway, Queensland
  - New England Highway, Queensland
- - Reid Highway, Western Australia
  - Roe Highway, Western Australia
- Isis Highway, Queensland
- Esk Highway, Tasmanien
- Capricorn Highway, Queensland
- - Lasseter Highway, Northern Territory
  - Tonkin Highway, Western Australia
- - Anzac Highway, South Australia
  - Lake Highway, Tasmanien
- Leichhardt Highway, Queensland
- Stirling Highway, Western Australia
- - Davey Street, Tasmanien
  - Macquarie Street, Tasmanien
  - Southern Outlet, Tasmanien
  - Huon Highway, Tasmanien
- Flinders Highway, Queensland
- Canning Highway, Western Australia
- West Tamar Highway, Tasmanien
- - Carnarvon Highway, Queensland
  - Dawson Highway, Queensland
  - Gregory Highway, Queensland
- Leach Highway, Western Australia
- East Tamar Highway, Tasmanien
- Port River Expressway, South Australia
- Arthur Highway, Tasmanien
- - Lyell Highway, Tasmanien
  - Zeehan Highway, Tasmanien
  - Murchison Highway, Tasmanien
- - Brockman Highway, Western Australia
  - Bussell Highway, Western Australia
  - Vasse Highway, Western Australia
- Tablelands Highway, Northern Territory
- Mallee Highway, South Australia; Victoria
- Plenty Highway, Northern Territory
- Salisbury Highway, South Australia
- - Mount Lindesay Highway, Queensland / New South Wales
  - Mount Lindesay Road, New South Wales
- Sandover Highway, Northern Territory
- - Alpine Way, New South Wales
  - Murray Valley Highway, New South Wales
- - Brisbane Valley Highway, Queensland
  - D’Aguilar Highway, Queensland
- Barossa Valley Highway, South Australia
- - Roper Highway, Northern Territory
  - South Western Highway, Western Australia
- Kakadu Highway, Northern Territory
- Monaro Highway, Victoria
- Monaro Highway, New South Wales
- Mid-Western Highway, New South Wales
- Palmerston Highway, Queensland
- Albany Highway, Western Australia
- - Barrier Highway, South Australia
  - Main North Road, South Australia
- - Barrier Highway, New South Wales
  - Great Western Highway, New South Wales
  - Mitchell Highway, New South Wales
- Oxley Highway, New South Wales
- Arnhem Highway, Northern Territory
- Kamilaroi Highway, New South Wales
- Gwydir Highway, New South Wales
- Brookton Highway, Western Australia
- Olympic Highway, New South Wales
- Cunningham Highway, Queensland
- Bruxner Highway, New South Wales
- Captain Cook Highway, Queensland
- Carnarvon Highway, New South Wales; Queensland
- Illawarra Highway, New South Wales
- - Balonne Highway, Queensland
  - Bunya Highway, Queensland
  - Moonie Highway, Queensland
  - Wide Bay Highway, Queensland
- Kings Highway, New South Wales
- - Isis Highway, Queensland
  - Gillies Highway, Queensland
- Castlereagh Highway, Queensland
- Castlereagh Highway, New South Wales
- Riverina Highway, New South Wales
- Dawson Highway, Queensland
- Kennedy Highway, Queensland
- Gregory Highway, Queensland
- Riddoch Highway, South Australia
- Peak Downs Highway, Queensland
- Mitchell Highway, Queensland
- Mitchell Highway, New South Wales
- West Coast Highway, Western Australia
- Northern Highway, Victoria
- Cobb Highway, New South Wales
- Calder Highway, Victoria
- Silver City Highway, New South Wales
- Buchanan Highway, Northern Territory
- Mulligan Highway, Queensland
- - Barwon Highway, Queensland
  - Brisbane Valley Highway, Queensland
  - D’Aguilar Highway, Queensland
  - Esk-Hampton Road, Queensland
  - Gore Highway, Queensland
  - Leichhardt Highway, Queensland
  - New England Highway, Queensland
- Tod Highway, South Australia
- Birdseye Highway, South Australia
- - Goldfields Highway, Western Australia
  - Great Eastern Highway, Western Australia
- - Buntine Highway, Northern Territory
  - Delamere Road, Northern Territory
- D’Aguilar Highway, Queensland
- - Flinders Highway, South Australia
  - Lincoln Highway, South Australia
- Southern Ports Highway, South Australia
- Muirs Highway, Western Australia
- Vasse Highway, Western Australia
- Great Southern Highway, Western Australia
- Henty Highway, Victoria
- Midland Highway, Victoria
- - South Gippsland Freeway, Victoria
  - South Gippsland Highway, Victoria
  - Bass Highway, Victoria
- Bass Highway, Victoria
- South Gippsland Highway, Victoria
- Westernport Highway, Victoria
- Westernport Highway, Victoria

## Hauptverbindungsstraßen
- - Main North Road, South Australia
  - Fullarton Road, South Australia
  - Glen Osmond Road, South Australia
- Nepean Highway, Victoria
- Cross Road, South Australia
- Great Western Highway, New South Wales
- Sir Donald Bradman Drive, South Australia
- Port Road, South Australia
- Pacific Highway, New South Wales
- Adelaide-Mannum Road, South Australia
- Boyer Road, Tasmanien
- Marlborough Highway, Tasmanien
- Moorooduc Highway, Victoria
- Mole Creek Road, Tasmanien
- - South Road, South Australia
  - Victor Harbor Road, South Australia
- - Tapleys Hill Road, South Australia
  - Marion Road, South Australia
- Sheffield Road, Tasmanien
- Castra Road, Tasmanien
- Kindred Road, Tasmanien
- - Gawler Road, Tasmanien
  - Preston Road, Tasmanien
  - Gunns Plains Road, Tasmanien
  - South Riana Road, Tasmanien
  - Pine Road, Tasmanien
  - West Pine Road, Tasmanien
- Ridgley Highway, Tasmanien
- Forth Road, Tasmanien
- South Road, South Australia
- Lyell Highway, Tasmanien
- - Zeehan Highway, Tasmanien
  - Henty Road, Tasmanien
- - Cambridge Road, Tasmanien
  - Richmond Road, Tasmanien
  - Colebrook Road, Tasmanien
  - Mud Walls Road, Tasmanien
- - Great Western Highway, New South Wales
  - Liverpool Road, New South Wales
- East Derwent Highway, Tasmanien
- South Arm Highway, Tasmanien
- Lake Leake Highway, Tasmanien
- Whitehorse Road, Victoria
- Goodwood Road, Tasmanien
- Domain Highway, Tasmanien
- Bells Line of Road, New South Wales
- Great Western Highway, New South Wales
- - Poatina Road, Tasmanien
  - Cressy Road, Tasmanien
- Great Eastern Highway, Western Australia
- Meander Valley Highway, Tasmanien
- Princes Highway, New South Wales
- - Main North Road, South Australia
  - Wilmington-Ucolta Road, South Australia
- - Princes Highway, New South Wales
  - Wanneroo Road (Perth-Lancelin Highway), Western Australia
- Gordon River Road, Tasmanien
- Glenora Road, Tasmanien
- Huon Road, Tasmanien
- - Sandy Bay Road, Tasmanien
  - Channel Highway, Tasmanien
- - Appin Road, New South Wales
  - Putty Road, New South Wales
- Frankford Road, Tasmanien
- Biralee Road, Tasmanien
- Batman Highway, Tasmanien
- Waterfall Way, New South Wales
- Wilmington-Ucolta Road, South Australia
- Lachlan Valley Way, New South Wales
- Main North Road, South Australia
- - Central Coast Highway, New South Wales
  - Pacific Highway, New South Wales
- Golden Highway, New South Wales
- Copper Coast Highway, South Australia
- Goldfields Way, New South Wales
- Yorke Highway, South Australia
- Castlereagh Highway, New South Wales
- Kidman Way, New South Wales
- St. Vincent Highway, South Australia
- Picton Road, New South Wales
- - Camden Valley Way, New South Wales
  - Camden Bypass, New South Wales
  - Remembrance Drive, New South Wales
- Escort Way, New South Wales
- Summerland Way, New South Wales
- Burley Griffin Way, New South Wales
- Fossickers Way, New South Wales
- Surf Coast Highway, Victoria
- - Bellarine Highway, Victoria
  - Hollow Tree Road, Tasmanien
  - Nepean Highway, Victoria
- Pacific Highway, New South Wales
- Hopkins Highway, Victoria
- Geraldton-Mount Magnet Road, Western Australia
- Hamilton Highway, Victoria
- Glenelg Highway, Victoria
- Pyrenees Highway, Victoria
- Henty Highway, Victoria
- Sunraysia Highway, Victoria
- Wimmera Highway, Victoria
- Loddon Valley Highway, Victoria
- McIvor Highway, Victoria
- - Goulburn Valley Highway, Victoria
  - Maroondah Highway, Victoria
  - Melba Highway, Victoria
  - Midland Highway, Victoria
- Maroondah Highway, Victoria
- - Goulburn Valley Highway, Victoria
  - Maroondah Highway, Victoria
- Maroondah Highway, Victoria
- Warburton Highway, Victoria
- - Bass Highway, Victoria
  - Strzelecki Highway, Victoria

- Perth-Bunbury Highway (vorgeschlagen), Western Australia

## Verbindungsstraßen
- Burwood Highway, Victoria
- Mountain Highway, Victoria
- Borung Highway, Victoria
- Borung Highway, Victoria
- Burwood Highway, Victoria
- Hyland Highway, Victoria
- Kiewa Valley Highway, Victoria
- Omeo Highway, Victoria
- Snowy River Road, Victoria
- Melton Highway, Victoria

- Barry Way, New South Wales
- Bathurst-Ilford Road, New South Wales
- Bucketts Way, New South Wales
- Bylong Valley Way, New South Wales
- Derby Highway, Western Australia
- Dampier Highway, Western Australia
- Goldfields Highway, Western Australia
- Goulburn-Oberon Road, New South Wales
- Grand Ridge Road, Victoria
- Henry Lawson Way, New South Wales
- Irrigation Way, New South Wales
- Lachlan Valley Way, New South Wales
- O’Connell Road, New South Wales
- Snowy River Way, New South Wales
- Thunderbolts Way, New South Wales
- Wombeyan Caves Road, New South Wales

## Outback Tracks
- Duncan Road, Western Australia
- Buntine Highway, Western Australia

- Anne Beadell Highway, South Australia; Western Australia
- Birdsville Track, Queensland; South Australia
- Canning Stock Route, Western Australia
- Cape Leveque Road, Western Australia
- Connie Sue Highway, Western Australia
- Duncan Road, Northern Territory
- Goombala Road, Victoria
- Gary Highway, Western Australia
- Gibb River Road, Western Australia
- Great Central Road, Western Australia
- Gunbarrel Highway, Northern Territory; South Australia; Western Australia
- Kalumburu Road, Western Australia
- Oodnadatta Track, South Australia
- Strzelecki Track, South Australia
- Tanami Road, Western Australia
- Tanami Track, Northern Territory

## Tourist Roads
- Great Ocean Road, Victoria
- Murray Valley Highway, Victoria
- Phillip Island Road, Victoria
- Great Alpine Road, Victoria